# Sekai meisaku dōwa manga shirīzu
Sekai meisaku dōwa manga shirīzu (世界名作童話 まんがシリーズ?) es una serie de cortometrajes anime japonés basada en cuentos de hadas famosos producida por el estudio de animación Toei Animation. Los veinte cortos de 10 minutos fueron distribuidos en Japón por Toei Company y Fujifilm en el Single 8 en tres tramos: en octubre de 1975, en febrero de 1979 y en febrero de 1983. Luego la serie fue transmitida por TX en 1988.
En España los cortos se distribuyeron en vídeo con el título Cuentos de hadas o Cuentos clásicos de hadas y posteriormente en DVD como Cuentos clásicos animados.

## Cortometrajes

### 1975
1. Hansel y Gretel
2. La princesa Thumbelina
3. Las judias mágicas
4. El sol y el viento del norte
5. Aladino y la lámpara maravillosa
6. El traje nuevo del emperador
7. El lobo y las siete cabritas
8. Los cisnes salvajes
9. El Rey Midas
10. La pequeña vendedora de cerillas

### 1979
1. Ali Baba y los 40 ladrones
2. El patito feo
3. La Cenicienta
4. Las zapatillas rojas
5. Los músicos de Bremen

### 1983
1. Caperucita Roja
2. El zapatero y el gnomo
3. La bella durmiente
4. El mago de Oz
5. La alfombra mágica